# William J. Bennett
William John Bennett, (31 de julho de 1943), político conservador estadunidense, foi Secretário de Educação dos Estados Unidos da América no Governo Reagan e Diretor do Escritório de Política Nacional do Controle de Drogas da Administração Bush.
Estudou filosofia no Williams College e na University of Texas, e direito em Harvard. Autor de vários livros, entre eles a coletânea O Livro das Virtudes, vencedor do Prêmio Pulitzer.